# Serina
A serina (Ser ou S) é um α-aminoácido usado na biossíntese de proteínas. Como todo os aminoácidos, é composta por um grupo amino (-NH3+), um grupo carboxílico (-COOH) e uma cadeia lateral, que na serina é um grupamento metil hidroxilado (CH2OH). Devido a essa cadeia, é classificada como sendo um aminoácido polar e sem carga. Os codões que a codificam são UCU, UCC, UCA, UCG. Além disso, a serina é um aminoácido não-essencial para a dieta humana, uma vez que pode ser sintetizado. Algumas características da Serina podem ser visualizadas no quadro ao lado.  

## Propriedades físicas
A serina se apresenta como um cristal branco ou pó cristalino, sem odor e de sabor levemente adocicado. É solúvel em água, ácido fórmico, ácido clorídrico diluído, porém, é praticamente insolúvel em etanol e éter dietílico  .  

## Biossíntese e degradação
A serina pode ser sintetizada pelas células a partir da glicina ou pela síntese “de novo” a partir do  intermediário da via glicolítica, 3-fosfoglicerato . A formação da serina a partir de 3-fosfoglicerato  ocorre por um processo de múltiplas etapas conforme demonstrado na figura abaixo. O 3-fosfoglicerato é convertido a 3-fosfo-hidoxipiruvato a partir da ação da enzima 3-fosfoglicerato-desidrogenase (1). O 3-fosfo-hidoxipiruvato é transaminado pela ação de uma aminotransferase dependente de piridoxal fosfato (2), gerando a 3-fosfosserina. Esta, por sua vez, é hidrolisada a fim de gerar a serina pela enzima fosfosserina-fosfatase (3). 

Via metabólica de síntese do aminoácido Serina. Adaptado da referência [5

A serina também é conhecida como um aminoácido glicogênico, já que a sua degradação metabólica gera piruvato. A serina é convertida a piruvato por desidratação numa reação mediada pela enzima serina-desidratase.

## Função fisiológica
A serina é a molécula precursora na síntese dos aminoácidos glicina e cisteína, que participam diretamente da síntese de glutationa, molécula importante para as reações de redução e oxidação. Além disso, a serina participa da via de síntese de lipídeos como: esfingolipídeos e fosfatidilserina. A serina também é um dos principais doadores de carbono para o ciclo do folato, que está envolvido na formação de nucleotídeos. 